# An Ninh Đông, Đức Hòa
An Ninh Đông là một xã thuộc huyện Đức Hòa, tỉnh Long An, Việt Nam.

## Địa lý
Xã An Ninh Đông nằm ở phía bắc huyện Đức Hòa, có vị trí địa lý:
- Phía đông giáp xã Tân Mỹ và Thành phố Hồ Chí Minh
- Phía tây giáp xã An Ninh Tây
- Phía nam giáp xã Hiệp Hòa
- Phía bắc giáp xã Lộc Giang và tỉnh Tây Ninh.

Xã có diện tích 18,31 km², dân số năm 1999 là 7.807 người, mật độ dân số đạt 426 người/km².

## Hành chính
Xã được chia thành 5 ấp: Hòa Hiệp 1, An Hưng, An Định, An Thuận, An Hiệp.

## Lịch sử
Xã An Ninh Đông được thành lập vào ngày 24 tháng 3 năm 1979 từ một phần diện tích và dân số của xã An Ninh cũ.